# Lac de Madarounfa
Le Lac de Madarounfa est localisé dans le département de Madarounfa , région de Maradi. Le lac est situé à 100 mètres du chef lieu du département. C'est un site Ramsar d'importance internationale depuis le 18 décembre 2019.Il assure un rôle fondamentale dans l'activité socio-économique de la région en fournissant un lieu de pêche, d'apiculture et de développement de la biodiversité.Comme le lac et ces alentours abritent les tombeaux des 99 saints, il constitue un lieu de tourisme et de rassemblement pour certaine communautés religieuses principalement musulmane. Ce qui en fait le premier site culturel et spirituel du département de Madarounfa.

## Géographie
Il est la plus grande zone humide de la région de Maradi. Sa superficie fluctue selon les saisons allant de 400 hectares lors de l'étiage à 800 hectares en période de crue.

## Biodiversité
Avec ses îlots et ses forêts classées avoisinantes, ce plan d’eau constitue un refuge pour une avifaune abondante et variée (cigognes, canards, sarcelle, chevaliers, amerons, pélicans, etc.). Le lac contient au moins 40 espèces de poissons et une diversité de rongeurs, mammifères et reptiles.